# Silvanoprus cephalotes
Silvanoprus cephalotes es una especie de coleóptero de la familia Silvanidae.

## Distribución geográfica
Habita en la India, Papúa Nueva Guinea y  Tanzania.